# Comuna Mutîn, Kroleveț
Mutîn (în ucraineană Мутин) este o comună în raionul Kroleveț, regiunea Sumî, Ucraina, formată din satele Homenkove, Horohove, Jabkîne, Kașcenkove, Kubahove, Mutîn (reședința) și Otrohove.

## Demografie
Componența lingvistică a comunei Mutîn
     Ucraineană (97,94%)
     Rusă (2,06%)
Conform recensământului din 2001, majoritatea populației comunei Mutîn era vorbitoare de ucraineană (97,94%), existând în minoritate și vorbitori de rusă (2,06%).